# Datametrix Nordic
Datametrix AB var en nordisk IT- och telekommunikationsbolag som var dotterbolag till Tele2 Sverige AB. Datametrix var specialiserat på systemintegration. Företagets huvudkontor låg i Hägersten. I mars 2007 såldes den norska delen av företaget till Ignis ASA. 2008 såldes den norska delen vidare till Telenor.
Den 14 maj 2007 gick den svenska delen av Datametrix samman med UNI2 i Sverige . April 2011 köptes dotterbolaget Datametrix Outsourcing AB av Qbranch. Företages systemintegratörsverksamhet övertogs 2011 av moderbolaget Tele2. 